# Buy-out (Unternehmenskauf)
Das Buy-out (englisch Aufkauf) ist in der Betriebswirtschaftslehre ein Anglizismus für einen Unternehmenskauf durch Wirtschaftssubjekte, die bereits in Geschäftsbeziehung oder Rechtsbeziehung zu dem zu verkaufenden Unternehmen stehen.

## Allgemeines
Buy-outs werden oft bei kleinen bis mittelständischen Unternehmen (KMU) eingesetzt. Die Unternehmensnachfolge ist meist nicht geklärt oder die Nachfolge wird nicht von eigenen Familienmitgliedern angestrebt. So wird vom Alteigentümer ein Verkauf bevorzugt, um das Unternehmen weiterzuführen. Wird das Unternehmen von einer ihm nahe stehenden Personengruppe aufgekauft, wird von einem Buy-out gesprochen.
Hierbei ergeben sich Vor- und Nachteile: Der Personenkreis hat bereits das notwendige Know-how über die Unternehmensvorgänge und -strukturen; vor allem ist ihm die Kunden- und Lieferantenbasis bekannt, wodurch bestehende Kontakte weitergenutzt werden können. Nachteilig wirkt sich die Finanzierung eines Buy-outs aus: Da die übernehmenden Personen selten die notwendigen Finanzmittel selbst oder über Fremdkapital aufbringen können, wird meist ein unternehmensfremder Finanzinvestor benötigt.
Bei einem Buy-out sind Käufer des Unternehmens Wirtschaftssubjekte, zu denen bereits eine Geschäfts- oder Rechtsbeziehung bestand. In Abgrenzung zum Unternehmenskauf, bei dem jedes Subjekt Käufer sein kann, ist der Buy-out als Sonderform zu betrachten; die Käuferbasis beim Buy-out ist eine Teilmenge der Investoren bei einem Kauf.

## Arten von Buy-outs
Buy-outs werden in verschiedene Untergruppen eingeteilt. Entscheidend ist bei dieser Unterscheidung der Personenkreis, der das Unternehmen aufkauft. Es werden die folgenden Buy-out Formen unterschieden.

### Management-Buy-out
Bei einem Management-Buy-out (MBO) erwirbt das bisherige Management  des Unternehmens die Anteile vom Alteigentümer. Von einem Sanierungs-MBO wird gesprochen, wenn die bisherigen Eigentümer keine weiteren finanziellen Mittel bereitstellen wollen oder das Unternehmen bereits wirtschaftlich angeschlagen ist.
Eine andere Form ist der Management-Buy-in. Hier wird das Unternehmen nicht vom internen Management aufgekauft, sondern von einem externen Management übernommen. Diese Absicht kann auch von einem externen Investor vorangetrieben werden.

### Institutional Buy-out
Der Institutionelle Buy-out ist der Gegenpart zum Management Buy-out. Die Übernahme erfolgt nicht durch das unternehmensinterne Management, sondern durch eine außenstehende Investmentgesellschaft wie etwa eine Private-Equity- oder Risikokapitalgesellschaft. Das alte Management bleibt gewöhnlich auch in der neuen Gesellschaft erhalten.

### Employee-Buy-out
Bei einem Employee-Buy-out (EBO, selten: Worker-Buy-Out) werden die Anteile der Alteigentümer von der Belegschaft mit übernommen (ähnlich Belegschaftsaktien). Neben der Belegschaft kann auch das Management Teile des Unternehmens übernehmen. Da die Belegschaft und das Management selten sofort die erforderlichen finanziellen Mittel bereitstellen können, kann ein unternehmensfremder Finanzinvestor oder ein Kreditinstitut für die Übernahme hinzugezogen werden. Allerdings ist auch die Errichtung einer Holdinggesellschaft möglich, die die Anteile und entsprechende Ausschüttungen bis zur vollständigen Auszahlung des ursprünglichen Eigentümers einbehält. Damit kann eine zeitverzögert Unternehmensnachfolge auch ohne Fremdkapital erfolgen.
Diese mit Wandlung zum Mitarbeiterunternehmen erfolgende Form des Buy-outs ist im deutschsprachigen Raum seltener anzutreffen. Die als ‚unübersichtlich‘ empfundene beziehungsweise stark von Belegschaftsinteressen bestimmte Struktur des Gesellschaftskreises wird von den meisten Finanzinvestoren abseits des Impact-Investing und regionaler Kreditinstitute selten unterstützt. Tatsächlich wird das verbundene Risiko jedoch in der Regel als „überschaubar“ bewertet. In Kanada kann der EBO durch einen dedizierten Employee Ownership Trust (EOT) überbrückt werden.

### Spin-off
Als Spin-off wird die Ausgliederung einer Tochtergesellschaft oder Unternehmensbereiches verstanden. Bei dieser Ausgliederung übernimmt das bisherige Management oder ein Finanzinvestor die Anteile des bestimmten Unternehmensteiles.
Ein Spin-off wird bei Unternehmensteilen angewendet, die nicht zum eigentlichen Kerngeschäft des Unternehmens gehören. Der Unternehmensteil kann dabei ein umsatz- oder gewinnstarkes Geschäft des Konzerns sein. Der vorher wirtschaftlich (und in einigen Bereichen auch rechtlich) unselbstständige Teil wird vom Management oder dem Investor als rechtlich selbstständiges Unternehmen weitergeführt.

### Leveraged-Buy-out
Als Leveraged-Buy-out (LBO) wird eine Sonderform des Buy-outs verstanden. Diese Form wird nicht nach dem Personenkreis unterschieden, sondern nach der Art der Finanzierung. Der Begriff wie auch die Umsetzung sind nicht genau definiert. Dennoch wird mit dem LBO die Übernahme des Unternehmens mittels hoher fremdfinanzierten Mittel (u. a. Fremdkapital) bezeichnet. Der Anteil am Gesamtfinanzierungsvolumen sollte mindestens 50 % betragen.
Das Ziel bei einem LBO ist die Verbesserung der Eigenkapitalrentabilität. Da das Fremdkapital im Unternehmen durch den LBO erhöht wird, sinkt gleichzeitig der Eigenkapitalanteil. Durch den sogenannten Leverage-Effekt („Hebelwirkung“) kann somit die Eigenkapitalrentabilität entsprechend verbessert („gehebelt“) werden.

### Secondary Buy-out
Nach einem erfolgten Buy-out wird das neue Unternehmen unter der Leitung des eingesetzten Management und den finanziellen Mitteln des Investors weitergeführt. Der Investor, bzw. bei einem Institutional Buy-out auch die Private-Equity-Gesellschaft, streben nach einer gewissen Haltedauer den „Exit“ aus dem Unternehmen an. Das bedeutet, die Anteile sollen, möglichst gewinnbringend, wieder veräußert werden. Sollten die Unternehmensanteile nach dem Buy-out an wiederum einen Investor oder Private-Equity-Gesellschaft veräußert werden, so spricht man von einem Secondary Buy-out. Ein Tertiary Buy-out ist der erneute Verkauf dieser Beteiligung an einen dritten Investor.

### Exit-to-Community
Als Exit-to-Community (E2C) wird der Kauf des Unternehmens durch den Kundenstamm bezeichnet. Damit soll die langfristigere Sicherung der Geschäftsaktivität oder des erbrachten Angebots sichergestellt werden. Die Variante wird insbesondere als Strategie für die Startups nach Erreichen des Reifegrades und Plattformunternehmen empfohlen.

## Finanzierung des Buy-out
Da die Übernahme durch einen Buy-out nur selten von den agierenden Instanzen selbst finanziert wird, muss die Finanzierung mittels eines Finanzierungskonzepts erfolgen. Dieses ist, wie bei der Projektfinanzierung, grundlegend durch die Cashflow-Orientierung, die Risikoteilung und die außerbilanzielle Finanzierung gekennzeichnet.
Die Cashflow-Orientierung ist für die Beziehung zur Bank ausschlaggebend. Die Zins- und Tilgungshöhen werden am Cashflow des Unternehmens ausgerichtet. Ebenso sind der endgültige Kaufpreis und die Bewertung der neuen Gesellschaft vom Cashflow abhängig. Bei der Risikoteilung wird die Überlegung aufgestellt, dass jeder Akteur an einem Buy-out bestimmtes Know-how mitbringt, mit dem er bestimmte Risiken am besten bewältigen kann. Daher werden Risiken an diejenigen Stellen abgetreten, die die besten Voraussetzungen zur Bewältigung besitzen.
Der Finanzinvestor ist bestrebt, so wenig Risiken wie möglich an der neuen Gesellschaft zu halten. Da er maßgeblich mit Kapital an diesem Unternehmen beteiligt ist, kann er sich durch Absicherungen von Risiken trennen. Diese Schritte werden im Bereich der außerbilanziellen Finanzierung analysiert, einem Produkt aus Cashflow-Orientierung und Risikoteilung. Der Investor kann beispielhaft eine Zweckgesellschaft gründen und mit Kapital ausstatten, um über diese Gesellschaft die Beteiligung zu finanzieren, ohne selbst unbeschränkt haften zu müssen.